# Auxentius von Dorostorum

Dorostorum (dorosteru) auf der Tabula Peutingeriana im 4. Jh. n. Chr.

Auxentius war Bischof von Durostorum in Niedermösien. Er war ein Schüler und somit Zeitgenosse des gotischen Missionsbischofs Wulfila, lebte also in der zweiten Hälfte des 4. Jahrhunderts. Über seine Herkunft und sein Leben ist nichts Näheres bekannt.
Wie sein Lehrer gehörte Auxentius der „homöerischen“ Richtung eines origenistischen Christentums an, der „origenistischen Mittelgruppe“, die fälschlicherweise bis vor wenigen Jahrzehnten pauschal dem Arianismus zugerechnet wurde. Er verfasste im Jahr 383 eine Vita Wulfilas (Epistola de fide, vita et obitu Wulfilae), die nicht zuletzt eine Rechtfertigung des Arianismus darstellte. Das Schreiben des Auxentius ist nur in einer handschriftlichen Quelle in schlechtem Zustand überliefert. Es wurde 1840 in einem Pariser Codex entdeckt.